# Alpes ligures
Los Alpes ligures (en francés, Alpes Ligures; en italiano, Alpi Liguri) son una sección del gran sector Alpes del sudoeste, según la clasificación SOIUSA. 

## Características
Su pico más alto es Punta Marguareis, con 2.661 m s. n. m. A su vez, se diferencian dos subsecciones:
- Prealpes Ligures: Settepani-Carmo-Armetta
- Alpes del Marguareis: Saccarello; Marguareis-Mongioie.

En su mayor parte se encuentran en la Italia noroccidental, aunque una pequeña parte se extiende por Francia. Forman el extremo sudoeste de los Alpes, separados de los Apeninos por el Colle di Cadibona. El Paso de Tenda los separa de los Alpes marítimos. Forman la frontera entre el Piamonte al norte y la Liguria al sur. Recorren estos Alpes el río Tanaro y otros afluentes del río Po en el lado piamontés, así como varios ríos menores que fluyen directamente al mar Mediterráneo en la costa ligur.
Los principales picos de los Alpes ligures son Punta Marguareis (2651 m) y Monte Mongioie (2630 m). Hay más picos que superan los 2.000 m. Los puertos de montaña en los Alpes ligures están enumerados más abajo.
| Nombre             | Ubicación            | Tipo      | Altitud |
| ------------------ | -------------------- | --------- | ------- |
| Colle di Cadibona  | Savona a Ceva        | autopista | 436 m   |
| Colle di Melogno   | Finale Ligure a Ceva | carretera | 1.028 m |
| Colle San Bernardo | Albenga a Garessio   | carretera | 957 m   |
| Colle di Nava      | Imperia a Ormea      | carretera | 934 m   |
| Paso de Tenda      | Tende a Cuneo        | carretera | 1.870 m |

## Referencias

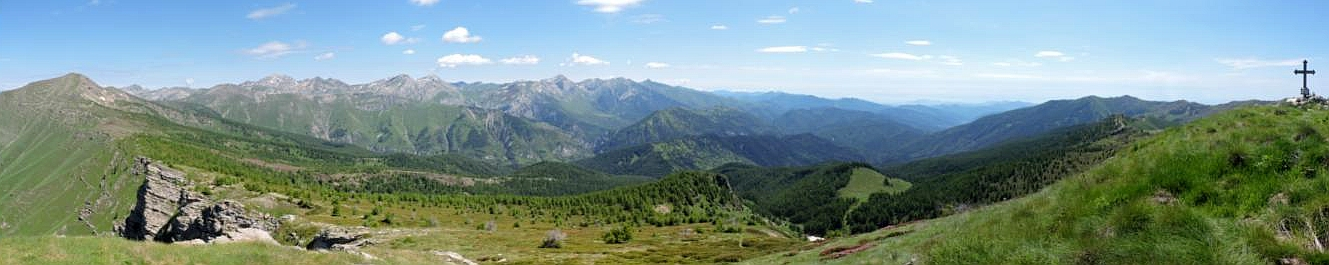
Los Alpes ligures desde la Cima Missun